# فانغ بيون
فانغ بيون هو ملاكم كيك بوكسينغ صيني، ولد في 1 سبتمبر 1983 في بنغبو في الصين.